# Hrabstwo Garfield (Kolorado)

Piramida wieku hrabstwa

Garfield County – hrabstwo w stanie Kolorado. Ósme pod względem obszaru i dwunaste pod względem liczby ludności hrabstwo w tym stanie. United States Census Bureau podaje, że w 2000 liczba mieszkańców wynosiła 43 791. Hrabstwo otrzymało swoją nazwę na cześć Prezydenta Stanów Zjednoczonych Jamesa Garfielda. Siedzibą hrabstwa jest Glenwood Springs.

## Geografia
Według United States Census Bureau powierzchnia hrabstwa zajmuje 2955,76 mile2 (7655 km²), z czego woda zajmuje 8,70 mile2 23 km².

### Sąsiednie hrabstwa
- Hrabstwo Rio Blanco (Kolorado) – północ
- Hrabstwo Routt (Kolorado) – północny wschód
- Hrabstwo Eagle (Kolorado) – wschód
- Hrabstwo Pitkin (Kolorado) – południowy wschód
- Hrabstwo Mesa (Kolorado) – południe
- Hrabstwo Grand (Utah) – południowy zachód
- Hrabstwo Uintah (Utah) – północny zachód

## Demografia
Według spisu z 2000, w hrabstwie było 43 791 ludzi, 16 229 gospodarstw domowych, i 11 279 rodzin. Gęstość zaludnienia wynosiła 15 mieszkańca na milę kwadratową (6/km²). W hrabstwie było 89,96% Białych, 0,45% Afroamerykanów, 0,71% Rdzennych Amerykanów, 0,44% Azjatów. 
Struktura wieku: poniżej 18 lat 37,20%, od 18 do 24 9,00%, od 25 do 44 33,00%, od 45 do 64 22,10%, 65 lat bądź starsi 8,80%. Średni wiek wynosi 34 lat. Na 100 kobiet przypada 105,60 mężczyzn.
Średni dochód gospodarstwa domowego 47 016$ rocznie, a na rodzinę 53 840$. Średni dochód mężczyzny wynosi 37,554$, a kobiety 27 280$. Dochód per capita wynosi w hrabstwie 21 341$. Około 4,60% rodzin i 7,50% populacji żyje poniżej poziomu ubóstwa. Bieda dotyczy również 8,10% ludności poniżej 18. i 5,50% powyżej 65. roku życia.

## Miejscowości
- Carbondale
- Glenwood Springs
- New Castle
- Parachute
- Rifle
- Silt

## CDP
- Battlement Mesa
- Catherine
- Cattle Creek
- Chacra
- Mulford
- No Name